# Kaikohe
Kaikohe – miasto w Nowej Zelandii. Położone w północno-zachodniej części Wyspy Północnej, w regionie Northland, liczące 3822 mieszkańców (dane spisowe: XII 2013 r.).